# Langdon (New Hampshire)
Langdon – miasto w Stanach Zjednoczonych, w stanie New Hampshire, w hrabstwie Sullivan.